# Повільні коні
«Кульгаві коні́» (англ. Slow Horses) — шпигунський телесеріал-трилер, заснований на серії романів Міка Геррона «Слау-хаус» (англ. Slough House). Прем'єра серіалу відбулася на Apple TV+ 1 квітня 2022 року. Прем'єра другого сезону відбулася 2 грудня 2022 року. У червні 2022 року серіал було продовжено на третій і четвертий сезони, він отримав схвальні відгуки критиків. Відомо, що прем'єра п'ятого сезону відбудеться у другій половині 2025 року. 

## Сюжет
Шпигун з MI5 опинився у відділі «Слау-хаус» після серйозних помилок. Слау-хаус — це адміністративний відстійник для невдах на службі в МІ5, що провалили свою роботу, але чомусь не були звільнені. Тих, хто потрапляє до Слау-хауса, називають «кульгавими кіньми». На них чекає нудна паперова робота, а також постійні знущання з боку їхнього жалюгідного боса Джексона Лемба, який очікує, що вони звільняться з нудьги або розчарування. Попри це «кульгаві коні» беруть участь у розслідуванні серйозних справ, що загрожують Британії.

## В ролях
- Ґері Олдмен — Джексон Лемб
- Джек Лоуден — Рівер Картрайт
- Крістін Скотт Томас — Діана Тавернер
- Олівія Кук — Сід Бейкер
- Джонатан Прайс — Девід Картрайт
- Фредді Фокс — Джеймс Вебб
- Софі Оконедо — Інгрід Тірні

## Виробництво
Apple TV+ замовив знімання серіалу у жовтні 2019 року, а головну роль у ньому отримав Ґері Олдмен. У грудні 2020 року акторський склад поповнився Олівією Кук, Джонатаном Прайсом, Крістін Скотт Томас та Джеком Лоуденом. Перші шість епізодів, як повідомляється, засновані на першій книзі Міка Геррона «Повільні коні», а наступні шість — на другому романі серії «Мертві леви».
Знімання розпочалися 30 листопада 2020 року в Англії і тривали до лютого 2021 року, коли Ґері Олдмен та Крістін Скотт Томас були помічені на знімальному майданчику у Вестмінстері. Спочатку серіал планувалося знімати на початку року, але знімання було відкладено через пандемію COVID-19. У липні 2021 року знімання пройшли в місті Страуд.

## Сезони та епізоди
| Сезон | Назва сезону   | Епізоди | Епізоди | Оригінальний випуск | Оригінальний випуск |
| Сезон | Назва сезону   | Епізоди | Епізоди | Перший випуск       | Останній випуск     |
| ----- | -------------- | ------- | ------- | ------------------- | ------------------- |
| 1     | Кульгаві коні  | 6       | 6       | 1 квітня 2022       | 29 квітня 2022      |
| 2     | Мертві леви    | 6       | 6       | 2 грудня 2022       | 30 грудня 2022      |
| 3     | Справжні тигри | 6       | 6       | 29 листопада 2023   | 27 грудня 2024      |

### Сезон 1 (2022):Повільні коні
| № серії (загалом) | № серії (в сезоні) | Назва серії            | Режисер(и)  | Сценарист(и)                  | Оригінальна дата виходу |
| --- | ------------------ | ---------------------- | ----------- | ----------------------------- | ----------------------- |
| 1 | 1                  | «Failure's Contagious» | James Hawes | Will Smith                    | 1 квітня 2022           |
| Після серйозної помилки під час реальних навчань в аеропорту Станстед агент МІ5 Рівер Картрайт замість звільнення отримує пониження в посаді і переходить на безперспективну роботу в Слау-хаус. Його начальник Джексон Лемб доручає йому стеження за Робертом Гобденом, журналістом, пов'язаним з ультраправими політиками Пітером Джаддом, членом парламенту, і Роджером Сіммондсом. Його колега Сідоні «Сід» Бейкер також була приставлена до Гобдена, щоб непомітно скопіювати вміст його флешки в кафе. Потім Ріверу доручають доставити її до штаб-квартири служби в Риджентс-парк, на його превеликий подив. Гобден робить низку дзвінків колегам-журналістам, стверджуючи, що у нього є інформація про те, що «напад неминучий». Картрайт відвідує свого дідуся, який розповідає, що Гобден потрапив до чорного списку, коли його ім'я з'явилося у списку донорів Британської патріотичної партії, і завжди звинувачував у цьому МІ5. Він попереджає Картрайта, що якщо МІ5 використовує Слау-хаус для розслідування справи Гобдена, то це тому, що існує ризик і вони хочуть правдоподібного заперечення. Стендіш відвідує зустріч анонімних алкоголіків. Британсько-пакистанського студента Гасана Ахмеда викрадає ультраправе угруповання «Сини Альбіону», яке оголошує, що відрубає йому голову в прямому ефірі на світанку наступного дня. Рівер порушує розпорядок і залишає Слау-хаус для подальшого розслідування. |                    |                        |             |                               |                         |
| 2 | 2                  | «Work Drinks»          | James Hawes | Will Smith                    | 1 квітня 2022           |
| Викрадачі Гасана, Мо, Ларрі, Керлі і Зеппо, тримають його в заручниках у підвалі домівки у Лондоні, де з'ясовується, що за викраденням стоїть Сіммондс. Картрайт, скопіювавши вміст флешки Гобдена перед тим, як передати її в Риджентс-парк, розуміє, що вона не містить жодної інформації, і маніпулює конкурентом, Джеймсом «Павуком» Веббом, щоб той підтвердив це. Стендіш починає бачити спогади про смерть її колишнього колеги, Чарльза Партнера, її та Лемба. Кібер-експерт Слау-хауса Родді Хо виявляє, що не може зламати ноутбук Гобдена, оскільки в ньому «повітряний проміжок», що посилює підозри всіх присутніх. Заступник генерального директора Діана Тавернер звертається до іншого члена Слау-хауса, Джеда Муді, і доручає йому виконати для неї деяку «неофіційну роботу». Двоє інших членів Слау-хауса, Мін Гарпер і Луїза Гай, зустрічаються в пабі після роботи і нарікають на свою невдалу кар'єру. Картрайт і Сід отримують завдання стежити за Гобденом, але вона зізнається, що перейшла до команди Лемба, щоб стежити за Картрайтом. Вони бачать, як чоловік у масці заходить до будинку Гобдена і переслідує його, дізнавшись, що журналіст зміг знищити його жорсткий диск за допомогою термітної суміші. Гобден тікає, а Рівер і Сід б'ються з людиною в масці, яка тікає, вистріливши Сід в голову. |                    |                        |             |                               |                         |
| 3 | 3                  | «Bad Tradecraft»       | James Hawes | Will Smith                    | 8 квітня 2022           |
| Живу, але в критичному стані Сід відвозять до лікарні оперативники служби безпеки МІ5, які затримують Картрайта. Лемб визволяє його, і вони з'ясовують, що Муді був стрільцем, якого заслали вбити Гобдена. Муді повертається до Слау-хауса і нападає на Міна та Луїзу, коли вони повертаються, але гине, зламавши шию, падаючи зі сходів у сутичці. Лемб думає, що Слау-хаус звинуватять у будь-якій операції, яку проводить Риджентс-парк, і якщо вона провалиться, то йому відмовлять у праві власності. Тавернер зустрічається з Лембом і з'ясовує, що Гасан Ахмед — племінник другої особи у Пакистанській військовій розвідці. Його викрадення і порятунок є несанкціонованою операцією під чужим прапором, яку вона організувала, щоб потенційно посилити співпрацю з Пакистаном, а також нейтралізувати і залякати ультраправих. Вона стверджує, що має оперативника, впровадженого в «Сини Альбіону», який організував викрадення, а також сприятиме його порятунку. Також з'ясовується, що Стендіш ледь уникла звинувачення у державній зраді через її зв'язки з Партнером і його смерть. Гобден зустрічається з членом парламенту Пітером Джаддом і намагається переконати його оприлюднити інформацію про те, що викрадення Гасана було підлаштовано, але отримує відмову. Керлі робить серію непомітних дзвінків з одноразового телефону, що свідчить про те, що він є «кротом» Тавернер. Гасан намагається втекти, але йому погрожує Мо. Даючи йому шанс зберегти обличчя, Тавернер пропонує команді Лемба можливість дати сигнал її людині про початок облави, що дозволить йому втекти разом з Гасаном. Він, Картрайт, Мін і Луїза прибувають до будинку, але, зайшовши всередину, виявляють, що він порожній, окрім обезголовленого трупа Мо. |                    |                        |             |                               |                         |
| 4 | 4                  | «Visiting Hours»       | James Hawes | Morwenna Banks                | 15 квітня 2022          |
| З'ясовується, що Мо (справжнє ім'я Алан Блек) був «кротом» Тавернер, але був викритий і вбитий Керлі, після чого втік разом із Зеппо, Ларрі та Гасаном. Виїжджаючи з Лондона, Зеппо і Ларрі з'ясовують, що ніколи не мали наміру вбивати Гасана Ахмеда, і розглядають ідею його звільнення, дедалі більше занепокоєні нестабільною поведінкою і риторикою Керлі. Лемб і його команда тікають з будинку до приїзду «псів», знаючи, що оскільки операція пішла не за планом, то в усьому звинуватять Слау-хаус. Картрайту вдається врятувати Родді Хо до того, як його візьмуть під варту, але Мін і Луїза не можуть зупинити свого колегу Струана, якого оперативники забирають з його будинку. Тавернер кілька разів телефонує Стендіш, щоб змінити її вірність, стверджуючи, що Лемб причетний до смерті Чарльза Партнера, але вона залишається вірною йому, коли він приїжджає за нею. Коли вони виходять з її будинку, їх затримують Джеймс Вебб і начальник служби безпеки Нік Даффі, які після обшуку Ламб заштовхують їх в машину. Дорогою до Риджентс-парку Стендіш вдається звільнити себе і Лемба, витягнувши зі своєї сумочки Glock 17, який вона забрала у Муді і поклав туди Лемб. Дізнавшись про наслідки невдалої операції, Генеральний директор Служби безпеки Інгрід Тірні перериває зустріч з Державним департаментом у США і повертається до Великої Британії, даючи Тавернер обмежений час на те, щоб зібрати кінці з кінцями. Вона маніпулює Струаном, щоб змусити його дати неправдиві свідчення про те, що не вона, а Лемб був натхненником операції під фальшивим прапором, в якій брав участь Блек. |                    |                        |             |                               |                         |
| 5 | 5                  | «Fiasco»               | James Hawes | Mark Denton & Jonny Stockwood | 22 квітня 2022          |
| Решта команди збирається знову, і Рівер згадує, що зробив фото Тавернер, яка таємно зустрічалася з Аланом Блеком під час тренування зі спостереження. Ламб «повертає» машину Даффі до штаб-квартири в Риджентс-парк і вимагає поговорити з Тавернер. Вона пропонує йому вихід, в результаті якого його звільнять, але не висунуть звинувачень, а також погрожує Стендіш і повідомляє йому, що Сід померла у лікарні. Лемб повідомляє їй, що в машині, яку він повернув, закладено бомбу, що дозволяє Картрайту пробратися всередину, поки служба безпеки Даффі проводить розслідування. Він стикається з Веббом, стверджуючи, що Тавернер навмисно давала йому неправдиві дані під час навчань у Стенстеді, щоб він провалився і був розжалуваний, оскільки у нього була фотографія її зустрічі з Блеком. Знайшовши фотографію і уникнувши охорони, вони з Лембом погрожують розкрити операцію Тавернер Генеральному директору МІ5 і пресі. Стендіш і Хо ідентифікують фургон, який використовують «Сини Альбіону», оскільки він пов'язаний з попереднім прикриттям, яке використовував Блек, і починають його відстежувати. У Керлі закінчується бензин, і він оголошує, що все ще планує відрубати голову Гасану Ахмеду і померти при спробі арешту, але Зеппо перехоплює ініціативу, витягнувши пістолет, який він таємно взяв з трупа Блека. Гасан каже групі, що його дядько може запропонувати їм гроші за його безпечне повернення. Після дозаправки Керлі вдається обеззброїти і вбити Зеппо, повернувши собі контроль. |                    |                        |             |                               |                         |
| 6 | 6                  | «Follies»              | James Hawes | Will Smith                    | 29 квітня 2022          |
| Тавернер зустрічається з Джаддом у нього вдома і розповідає, що дзвінки, які він зробив своїм ультраправим контактам після візиту Гобдена, призвели до того, що місія була скомпрометована і Блек загинув. Тірні повертається зі США і наказує зв'язати всі кінці з кінцями після того, як Тавернер продовжує брехати їй про операцію. Керлі під дулом пістолета вивозить Ларрі та Гасана у відокремлений лісовий масив, щоб відрубати їм голови. Ларрі звільняє Ахмеда і нападає на Керлі з сокирою, але тікає, що дозволяє пораненому Керлі знову схопити Гасана. Ларрі прибуває до морського порту в Гарвіч, але там він був застрелений «псами» за наказом Тірні, які підкинули зброю на його труп, щоб виправдати вбивство. Керлі готується вбити Гасана за межами того, що він вважає замком норманів, на що Гасан вказує, що насправді це не справжній замок, а підробка. Лемб, Картрайт, Мін і Луїза, за допомогою Родді, можуть вистежити їх до місця. Керлі і Рівер вступають у коротку перестрілку, перш ніж Гасан вибиває його з ніг каменем. Приїжджають «пси», але група не дає їм вбити Керлі. Коли все закінчилося успішно, Родді повідомляє Рівер, що всі сліди імені Сід були стерті, що вказує на те, що вона все ще може бути жива. Гобдена вбиває Даффі. З'ясовується, що Чарльз Партнер був колишнім Генеральним директором МІ5 і офіційно вчинив самогубство, оскільки його шантажувала іноземна розвідка. Лемб каже Стендіш, що знав про це і надав пістолет, оскільки Партнер був його близьким другом. Флешбек показує, що Лемб убив його і зробив так, щоб це виглядало як самогубство, за наказом дідуся Рівера, Девіда Картрайта.                                                                                                 |                    |                        |             |                               |                         |

### Сезон 2 (2022):Мертві леви
| № серії (загалом) | № серії (в сезоні) | Назва серії              | Режисер(и)      | Сценарист(и)                  | Оригінальна дата виходу |
| --- | ------------------ | ------------------------ | --------------- | ----------------------------- | ----------------------- |
| 7 | 1                  | «Last Stop»              | Jeremy Lovering | Will Smith                    | 2 грудня 2022           |
| Колишній польовий агент Річард Боф, він же Дікі Боу, впізнає людину, яка катувала його під час Холодної війни, слідує за ним і помирає в автобусі, що замінив залізницю, від, здавалося б, серцевого нападу. Джексон Лемб проводить розслідування, знаходить захований телефон Боу під сидінням з повідомленням «цикада» і змушує команду зазирнути глибше. Рівер розмовляє зі своїм дідусем про смерть Бофа. Девід обговорює теорію «цикади» про російських «сплячих агентів», впроваджених у британське суспільство, яку МІ5 відкинула як містифікацію після того, як не було знайдено жодного «сплячого агента» і з'ясувалося, що ймовірний натхненник програми, Олександр Попов, не існував. Він розповідає Ріверу, що у Східному Берліні Боф пішов у самоволку і, як вважалося, дезертирував, але повернувся п'яним. Він стверджував, що був викрадений і підданий тортурам Поповим, який насильно заливав у нього коньяк, але йому не повірили, і його звільнили. Девід відкидає теорію Рівера про те, що смерть Бофа була справою рук ФСБ або пов'язана зі змовою, але загалом виглядає неспокійним і попереджає Рівера бути обережним. Мін і Луїза прикомандировані Веббом для забезпечення безпеки під час таємної зустрічі в «Оранжереї» між ним і Аркадієм Пашкіним, представником британського енергетичного російського олігарха і перебіжчиком Іллею Невським. Хо і новачок Ширлі Дендер отримують записи камер відеоспостереження з автобуса і поїзда, які показують, що людина, яку переслідував Боф, непомітно отруїла його, а потім пересіла на наступний поїзд до Страуд в Котсволдс. Рівер підходить до Лемба і розповідає, що знає про змову «цикад» і їде до Страуда, щоб розслідувати цю справу далі. |                    |                          |                 |                               |                         |
| 8 | 2                  | «From Upshott with Love» | Jeremy Lovering | Morwenna Banks                | 2 грудня 2022           |
| Лемб зустрічається з Миколою Катинським, колишнім агентом КДБ і перебіжчиком. Він стверджує, що, перебуваючи у Східному Берліні, він чув, як Попов вимагав продовження фінансування програми «Цикада» після розпаду Радянського Союзу. Його опис людини, з якою розмовляв Попов, Андрія Черницького, збігається з описом вбивці Бофа. Рівер підкуповує таксиста в Страуді, який розповідає, що возив Черницького на аеродром і в аероклуб в Апшоті, але йому було наказано збрехати про це і зателефонувати за певним номером, якщо його почнуть шукати. Хо відстежує номер, і з'ясовує, що телефон знаходиться в Естонії. Лемб зустрічається з Тавернер, обговорює з нею історію Катинського і переконує її профінансувати фальшиве посвідчення особи і супровідний пакет для Рівера, з яким потім зустрічається і доручає провести подальше розслідування щодо аеродрому і його власника Дункана Троппера. Тавернер має справу з розвідкою, і тепер з Міністром внутрішніх справ Пітером Джаддом, депутатом парламенту, щодо майбутнього великого антикапіталістичного протесту в Лондоні. Вебб розповідає Тавернер про заплановану зустріч з Пашкіним, і той неохоче погоджується, незважаючи на домовленість Великої Британії з Москвою тримати розвідників подалі від Невського, критика російського уряду. Мін і Луїза зустрічаються з оперативниками служби безпеки Пашкіна Петром і Кирилом, але росіяни брешуть їм про те, де вони зупинилися. Мін таємно слідує за ними до комерційної адреси на Еджвар Роуд, але стикається з Петром, який приставляє пістолет до його голови. |                    |                          |                 |                               |                         |
| 9 | 3                  | «Drinking Games»         | Jeremy Lovering | Morwenna Banks                | 9 грудня 2022           |
| Погроза пістолетом виявилася жартом, і Петро запрошує Міна випити горілки з ним і Кирилом. Росіяни переривають сеанс, коли приходить друг, а згодом Мін гине, нібито випадково збитий машиною, коли він їде велосипедом додому напідпитку. Вважаючи, що він також був мішенню, Лемб розслідує історію Ребекки, водійки, і виявляє, що вона має зв'язки з Росією і раніше жила у Владивостоці. Він зустрічається з нею, і вона зізнається, що їй заплатили. Мін був вбитий не її автомобілем, і вона не була за кермом. Джадд виступає з промовою в лондонському Сіті в день антикапіталістичного протесту. Його мав супроводжувати Нік Даффі, лідер гурту «The Dogs», для додаткової безпеки, але він вимагає, щоб Тавернер приєдналася до нього замість нього. Новачок Маркус Лонгрідж замінює Міна на завданні Пашкіна і зізнається Луїзі, що має ігрову залежність. Хо, Дендер і Стендіш з'ясовують, що Черницький ніколи не виїжджав з Великобританії, а просто підкинув свій телефон в багаж гастролюючого фолк-гурту в аеропорту. Використовуючи своє прикриття журналіста «Таймс» в Апшоті, Рівер знайомиться з Келлі, донькою підозрюваного сплячого агента Дункана Троппера. Від неї він дізнається, що Троппер і його дружина Алекс колись були студентськими радикалами, які переїхали в село з Лондона. Сім'я запрошує його на вечерю і знайомить зі своїм приїжджим другом Лео, який насправді є Черницьким. |                    |                          |                 |                               |                         |
| 10 | 4                  | «Cicada»                 | Jeremy Lovering | Mark Denton & Jonny Stockwood | 16 грудня 2022          |
| Ребекка розповідає, що на Міна напали і переїхали Петро і Кирило, а добив його Черницький перед тим, як інсценувати його смерть. Лемб дізнається про участь Катинського як потрійного агента; він погодився допомагати росіянам і відволікати Лемба в обмін на відсутність наслідків за його дезертирство десятиліттям раніше. Стендіш розмовляє з Віктором Кримовим, посередником, який організував зустріч між Пашкіним і Веббом. Лемб припускає, що Кримов збрехав про те, що Пашкін був представником Невського, а молодий росіянин, ймовірно, був його конкурентом. Дендер і Лемб відвідують резиденцію Невського, де знаходять його охоронців мертвими, а самого Невського вбитим через радіаційне отруєння. Луїза зустрічається з Пашкіним у його готелі, озброєна складаним ножем, з наміром катувати його, оскільки вважає його шахраєм і відповідальним за смерть Міна. Її зупиняє Лонгрідж. Лемб наказує їй тимчасово відступити і продовжити зустріч, оскільки Пашкін може чинити опір. Він під'їжджає до Риджентс-парку (штаб-квартири). Черницький виходить з резиденції Троппера і переслідується Картрайтом, який стикається з ним і Катинським на аеродромі під час завантаження саморобного вибухового пристрію в літак. Приїжджає Алекс Троппер і пояснює, що Катинський — ще один друг з університету. Потім вона виводить Рівера з ладу за допомогою електрошокера, розкриваючи, що вона є «сплячим агентом». |                    |                          |                 |                               |                         |
| 11 | 5                  | «Boardroom Politics»     | Jeremy Lovering | Mark Denton & Jonny Stockwood | 23 грудня 2022          |
| Алекс піднімає літак в небо, а Катинський розповідає Ріверу, що вони планують теракт смертника, щоб запустити його в хмарочос «Оранжерея», перш ніж відлетіти. Дункан і Келлі знаходять і розв'язують Рівера, і йому вдається переконати їх у справжній особистості Алекса. Рівер оголошує «Код вересень», що змушує Тавернер евакуювати Джадда з його виступу на Королівській біржі та з прилеглої території навколо «Оранжереї». Лемб шантажує Ніка Даффі, щоб влаштувати його у відділ записів в Риджентс-парк. Він з'ясовує, що Катинський є шпигуном, який стоїть за програмою «Цикада» (видаючи себе за молодшого бюрократа під час дезертирства, щоб уникнути підозр) і був зрадником. Стендіш перемагає Кримова у грі в шахи, і той розповідає, що зустрічався з Катинським, а не з Пашкіним, щоб домовитися про зустріч з Веббом. Катинський спеціально попросив залучити команду Лемба. Зустріч Пашкіна і Вебба в «Оранжереї» проходить за планом. Однак спрацьовує охоронна сигналізація, і Пашкін дістає пістолет. Луїза пояснює Веббу, що Пашкін, ймовірно, з ФСБ і вбив Невського. Пашкін стріляє у Вебба і тікає з Петром, зачинивши агентів всередині. Лонгрідж стріляє в Кирила з пістолета, який він сховав у конференц-залі. Хо і Дендер вистежують Черницького на залізничній станції в центрі Лондона і переслідують його під час евакуації. |                    |                          |                 |                               |                         |
| 12 | 6                  | «Old Scores»             | Jeremy Lovering | Will Smith                    | 30 грудня 2022          |
| Луїза допитує пораненого Кирила і дізнається, що Пашкін і його спільники мали намір викачати з «Оранжереї» кошти з рахунків Невського під час евакуації. Рівер знаходить бомбу, залишену на аеродромі, і розуміє, що напад був містифікацією, і дзвонить Тавернеру, щоб той відкликав «Код вересень». Алекс Троппер змінює її курс і розряджає обстановку, коли «Оранжерея» буде зачинена на час, достатній для пограбування. Хо повідомляє Ріверу, що метою Черницького є Танбрідж-Веллс, де живе його дідусь. Черницький влаштовує засідку на Хо в поїзді і тікає після сварки з Дендер. Лемб телефонує Катинському, з'ясовуючи, що той є нібито вигаданим російським шпигуном Олександром Поповим. Катинський розповідає, що окрім своєї участі у змові з «Оранжереєю», він також мав намір вбити Лемба на знак помсти за Чарльза Партнера, свого «Джо», який був його інформатором, коли він працював першим помічником у МІ5. Лемб, вже знаючи про це, повідомив Девіду Картрайту, що він є ще однією потенційною мішенню через свою причетність до смерті Партнера. На той час, коли Рівер прибуває в Танбрідж-Веллс на літаку з Келлі Троппер, Девід вже влаштував засідку і вбив Черницького з рушниці. Луїза і Лонгрідж переслідують і вбивають Пашкіна, коли той намагається втекти з Оранжереї, попередньо зрадивши і вбивши Петра, щоб поцупити додаткову схованку з діамантами. Зрозумівши, що його перехитрили, Катинський підбурює Лемба вбити його. Натомість Лемб залишає Катинського з одним набоєм у револьвері, і Катинський вбиває себе. Тавернер і Джадд створюють легенду для містифікації причин оголошення «Коду вересня», публічно звинувачуючи в цьому збій у системі безпеки і втягуючи в це прем'єр-міністра, тим самим підвищуючи шанси Джадда проти нього на наступних виборах. Лемб просить Тавернер встановити меморіальну дошку Міну Гарперу разом з іншими загиблими агентами МІ-5 у церкві Святого Леонарда, але отримує відмову. Лемб з усією командою «повільних коней» проникають до церкви і ховають меморіальну дошку Міну за лавкою. Після того, як решта співробітників Слау-хауса йдуть, Лемб додає до неї рукописну записку, в якій згадує службу Діккі Боу в якості Джо. |                    |                          |                 |                               |                         |

## Сприйняття
Перший сезон отримав схвальні відгуки критиків. Rotten Tomatoes повідомляє про 95 % схвалення із середньою оцінкою 7,7/10, що базується на 55 відгуках критиків. Консенсус критиків на сайті звучить так: «Повільні коні» освіжають жанр шпигунства, дозволяючи своїй групі шпигунів бути незграбними, а Ґері Олдмен дає майстер-клас з грубої владності». На агрегаторі рецензій Metacritic сезон має середньозважену оцінку 78 зі 100 на основі 22 відгуків, що свідчить про «загалом схвальні відгуки».
Другий сезон також отримав схвальні відгуки критиків. Rotten Tomatoes повідомляє про 100 % рейтинг схвалення із середньою оцінкою 8,4/10 на основі 25 відгуків критиків. Критичний консенсус на сайті говорить: «„Повільні коні“ кажуть ні навроченню другокурсників другим сезоном, який може бути навіть кращим за свого надзвичайно захоплюючого попередника». На Metacritic сезон має середньозважену оцінку 84 зі 100 на основі відгуків 10 критиків, що свідчить про «загальне визнання».